# Derrick Sasraku
Derrick Sasraku (Accra, 12 aprile 1994) è un calciatore ghanese, attaccante dell'Al-Shomooa.

## Carriera

### Club
Ha giocato nella massima serie dei campionati ghanese, tunisino ed albanese. Inoltre, conta sette presenze nella CAF Champions League, una nella CAF Confederation Cup	e una nei preliminari di Europa League.

## Statistiche

### Presenze e reti nei club
Statistiche aggiornate al 9 giugno 2021.
| Stagione            | Squadra             | Campionato          | Campionato | Campionato | Coppe nazionali | Coppe nazionali | Coppe nazionali | Coppe continentali | Coppe continentali | Coppe continentali | Altre coppe | Altre coppe | Altre coppe | Totale | Totale |
| Stagione            | Squadra             | Comp                | Pres       | Reti       | Comp            | Pres            | Reti            | Comp               | Pres               | Reti               | Comp        | Pres        | Reti        | Pres   | Reti   |
| ------------------- | ------------------- | ------------------- | ---------- | ---------- | --------------- | --------------- | --------------- | ------------------ | ------------------ | ------------------ | ----------- | ----------- | ----------- | ------ | ------ |
| 2016                | Aduana Stars        | PL                  | 19         | 1          | -               | -               | -               | -                  | -                  | -                  | -           | -           | -           | 19     | 1      |
| 2017                | Aduana Stars        | PL                  | ?          | ?          | -               | -               | -               | -                  | -                  | -                  | -           | -           | -           | ?      | ?      |
| 2018                | Aduana Stars        | PL                  | ?          | ?          | -               | -               | -               | CCL+CCC            | 2+1                | 0+0                | -           | -           | -           | 3      | 0      |
| Totale Aduana Stars | Totale Aduana Stars | Totale Aduana Stars | 19+        | 1+         |                 | -               | -               |                    | 3                  | 0                  |             | -           | -           | 22+    | 1+     |
| 2018-2019           | Club Africain       | CLP-1               | 11         | 0          | -               | -               | -               | CCL                | 5                  | 0                  | -           | -           | -           | 16     | 0      |
| 2020                | Medeama             | PL                  | ?          | ?          | -               | -               | -               | -                  | -                  | -                  | -           | -           | -           | ?      | ?      |
| 2020-apr. 2021      | Tirana              | KS                  | 11         | 1          | CA              | 2               | 0               | UCL+UEL            | 0+1                | 0+0                | -           | -           | -           | 14     | 1      |
| Totale carriera     | Totale carriera     | Totale carriera     | 41+        | 2+         |                 | 2               | 0               |                    | 9                  | 0                  |             | -           | -           | 52+    | 2+     |

## Palmarès

### Club

#### Competizioni nazionali
- Campionato ghanese: 1

Aduana Stars: 2017